# Łukasz Nowak (piłkarz ręczny)
Łukasz Nowak (ur. 23 października 1989 w Mielcu) – polski piłkarz ręczny grający na pozycji rozgrywającego. Wychowanek SPR Stali Mielec. Większość swojej kariery spędził w Warszawie. Obecnie zawodnik Śląska Wrocław.